# 강철 (가수)
강철(예명은 강요환, 1978년 8월 5일 ~ )은 대한민국의 남성 팝 음악 가수 겸 작사가, 뮤지컬 배우이다.

## 생애
부산 출생이며 서울에서 성장한 그는 부모가 폐지를 줍는 가난한 환경에서 자랐으며 2001년 MBC 문화방송 드라마 《호텔리어》의 OST 곡 《그대 내게 오는 날》이라는 작품으로 가수 첫 데뷔하였고 이듬해 2003년 3월 7일 《강철 1집》을 발표하였다. 현재 반지하에 거주하고 있다.